# Щукин, Анисим Яковлевич
Анисим Яковлевич Щукин (ум. 1720) — обер-секретарь Сената.
Пётр Великий, зная деловитость и честность Щукина, сам назначил его обер-секретарём Сената, созданного указом от 22 февраля 1711 г. В дальнейшем сообщать вечно занятому царю о делах Сената должен был кабинет-секретарь, но иногда Пётр писал Щукину лично.
Заслуживает внимания характерное прошение Щукина, поданное Сенату: «Не имея никакого приобретения к пропитанию своему, теперь пришел в такую скудость, что уже не имею более чем содержать себя». Оказывается, он не получал жалованья за 1711 и 1712 годы.
В должности обер-секретаря Щукин заведовал канцелярией Сената до создания института прокуратуры, неся ответственность за всё, что происходило в ней. Он наблюдал за порядком в канцелярии, проявлял инициативу в предложении Сенату рассмотреть то или другое дело, выносил на своих плечах всю сложную работу письменных и личных сношений Сената с разными учреждениями, а по составлении Сенатом приговоров следил за приведением их в исполнение.
В 1720 г., февраля 13, именным указом «о должности обер-секретаря Сената» на Щукина было возложено поручение следить за порядком в заседаниях Сената: наблюдать за соблюдением Сенатом его «должности» и доносить государю, «ежели в Сенате хотя что малое учинится против указа, данного о их должности». Эти обязанности Щукин нёс до своей смерти, последовавшей в том же году.